# خوليو سيزار توبار
خوليو سيزار توبار (بالإسبانية: Julio César Tobar)‏ هو لاعب كرة قدم كولومبي في مركز الهجوم، ولد في 30 يونيو 1978 في مدينة كالي في كولومبيا. لعب مع أتليتيكو هويلا وديبورتيفو باستو وديبورتيفو كالي ونادي ميلوناريوس.